# Echipa națională de fotbal a Palestinei
Echipa națională de fotbal a Palestinei este naționala de fotbal a Palestinei și este controlată de Federația Palestiniană de Fotbal. Federația Palestiniană de Fotbal a fost fondată în 1952, dar FIFA nu a recunoscut-o până în 1998.

### Campionatul Mondial
| Calificări AFC    | Calificări AFC   | Calificări AFC | Calificări AFC | Calificări AFC | Calificări AFC | Calificări AFC | Calificări AFC |
| Anul              | Runda            | MJ             | V              | E              | Î              | GM             | GP             |
| ----------------- | ---------------- | -------------- | -------------- | -------------- | -------------- | -------------- | -------------- |
| 1930 până la 1998 | Nu a participat  | -              | -              | -              | -              | -              | -              |
| 2002              | Nu s-a calificat | 6              | 2              | 1              | 3              | 8              | 9              |
| 2006              | Nu s-a calificat | 6              | 2              | 1              | 3              | 11             | 11             |
| 2010              | Nu s-a calificat | 1              | 0              | 0              | 2              | 0              | 4              |
| Total             |                  | 13             | 4              | 2              | 8              | 19             | 24             |

## Cupa Asiei
| Calificările Cupa Asiei | Calificările Cupa Asiei | Calificările Cupa Asiei | Calificările Cupa Asiei | Calificările Cupa Asiei | Calificările Cupa Asiei | Calificările Cupa Asiei | Calificările Cupa Asiei |
| Anul                    | Runda                   | MJ                      | V                       | E                       | Î                       | GM                      | GP                      |
| ----------------------- | ----------------------- | ----------------------- | ----------------------- | ----------------------- | ----------------------- | ----------------------- | ----------------------- |
| 1956 to 1996            | Nu a participat         | -                       | -                       | -                       | -                       | -                       | -                       |
| 2000                    | Nu s-a calificat        | 4                       | 1                       | 0                       | 3                       | 3                       | 8                       |
| 2004                    | Nu s-a calificat        | 6                       | 0                       | 2                       | 4                       | 3                       | 11                      |
| 2007                    | Nu s-a calificat        | 5                       | 1                       | 1                       | 3                       | 3                       | 9                       |
| 2011                    | Nu s-a calificat        | -                       | -                       | -                       | -                       | -                       | -                       |
| Total                   | -                       | 15                      | 2                       | 3                       | 10                      | 9                       | 28                      |

### AFC Challenge Cup Record
| AFC Challenge Cup | AFC Challenge Cup      | AFC Challenge Cup | AFC Challenge Cup | AFC Challenge Cup | AFC Challenge Cup | AFC Challenge Cup | AFC Challenge Cup |
| Year              | Round                  | GP                | W                 | D                 | L                 | GF                | GA                |
| ----------------- | ---------------------- | ----------------- | ----------------- | ----------------- | ----------------- | ----------------- | ----------------- |
| 2006              | Sferturi               | 4                 | 2                 | 1                 | 1                 | 16                | 2                 |
| 2008              | S-a retras             | 0                 | 0                 | 0                 | 0                 | 0                 | 0                 |
| 2010              | Calificări             | 2                 | 0                 | 2                 | 0                 | 1                 | 1                 |
| Total             | Cea mai bună: Sferturi | 6                 | 2                 | 3                 | 1                 | 17                | 3                 |

## Antrenori
1998–prezent
| Antrenor                     | Perioada              | Meciuri jucate | Victorii | Egaluri | Înfrângeri | GM | GP | Câștigate % |
| ---------------------------- | --------------------- | -------------- | -------- | ------- | ---------- | -- | -- | ----------- |
| Ricardo Carugati             | 1998                  | 3              | 0        | 1       | 2          | 3  | 6  | 0%          |
| Ricardo Carugati Azmi Nassar | 1999                  | 6              | 2        | 2       | 2          | 6  | 9  | 33.3%       |
| Azmi Nassar                  | 2000                  | 4              | 1        | 0       | 3          | 3  | 8  | 25%         |
| Mansour Hamid El-Bouri       | 2000                  | 3              | 0        | 1       | 2          | 3  | 5  | 0%          |
| Mustafa Abdel-Ghali Yacoub   | 2001                  | 6              | 2        | 1       | 3          | 8  | 9  | 33.3%       |
| Andrzej Wisniewski           | 2002                  | 2              | 0        | 0       | 2          | 1  | 4  | 0%          |
| Nicola Hadwa Shahwan         | 2002–2004             | 11             | 0        | 5       | 6          | 11 | 23 | 0%          |
| Alfred Riedl                 | 2004                  | 8              | 1        | 3       | 4          | 12 | 16 | 12.5%       |
| Ghassan Balawi^              | 2004                  | 1              | 1        | 0       | 0          | 1  | 1  | 100%        |
| Tamas Viczko                 | 2004                  | 3              | 0        | 1       | 2          | 3  | 6  | 0%          |
| Azmi Nassar^^                | 2005–2007             | 11             | 5        | 1       | 5          | 24 | 16 | 45.5%       |
| Nelson Dekmak                | 2007                  | 1              | 0        | 0       | 1          | 0  | 4  | 0%          |
| Naeem Swerky^                | June 2008             |                |          |         |            |    |    |             |
| Izzat Hamza                  | July 2008 - June 2009 | 5              | 0        | 3       | 2          | 3  | 7  | 0%          |
| Jamal Daraghmeh^             | July 2009             | 3              | 0        | 0       | 3          | 1  | 10 | 0%          |
| Mousa Bezaz                  | July 2009–Present     | 7              | 0        | 4       | 3          | 4  | 10 | 0%          |

^Denotă Interimat